# Lịch Hạ
Lịch Hạ (tiếng Trung: 历下区, Hán Việt: Lịch Hạ khu) là một quận của địa cấp thị Tế Nam, tỉnh Sơn Đông, Cộng hòa Nhân dân Trung Hoa. Quận này nằm dưới chân núi Lịch Sơn. Quận này là trung tâm giáo dục của Tế Nam.
Các trường đại học ở quận này có:
- Trường chuyên nghiệp công an Sơn Đôn (山东公安专科学校)
- Đại học Sư phjam Sơn Đông (山东师范大学)
- Đại học Sơn Đông (山东大学)
- Đại học Mỹ thuật công nghiệp Sơn Đông (山东工艺美术学院)
- Học viện Nghệ thuật Sơn Đông (山东艺术学院)
- Học viện kịch Sơn Đông (山东戏剧学院)
- Học viện Giáo dục Sơn Đông (山东体育学院)
- Học viện Kinh tế Sơn Đông (山东经济学院)